# Az öt sola
Az öt sola öt latin kifejezés, melyek a reformáció alatt jelentek meg és összefoglalják a reformátorok alapvető teológiai hitét a római katolikus egyház tanításaival szemben. A sola szó jelentése latinul: egyedül, kizárólag. Az öt sola kifejezi a protestáns reformáció öt alapvető hittételét, azokat az alapokat, amelyek a reformátorok hite szerint a keresztény élet és hit gyakorlásában alapvetőek. Az öt sola karakteresen szembehelyezkedik a római katolikus egyháznak a dogmafejlődés során megfogalmazott hittételeivel (mindegyik solához van egy vagy több vele vitázó párhuzamos katolikus hittétel).

## Az öt sola
1. Sōla Scriptūra (egyedül a Szentírás);
2. sōlā fide (egyedül hit által);
3. sōlā grātiā (egyedül kegyelemből);
4. sōlus Christus (egyedül Krisztus);
5. sōlī Deō glōria (egyedül Istené a dicsőség)

## Sola Scriptura
Az egyedül a Szentírás elve szerint a Biblia Istennek az egyedüli, kánonba foglalt ihletett és hiteles szava, a keresztény tanítás egyetlen forrása. Ez az isteni szó mindenki számára hozzáférhető, azaz mindenki számára érthető a Szentírás és az egyben önmagát magyarázza.
A nézet, hogy a Biblia nem igényel más magyarázót önmagán kívül, ellentétben áll a római katolikus hagyományokkal, mely azt tanítja, hogy a Bibliát kizárólag apostoli hatalommal vagy a Szentíráshoz fűződő és azt értelmező hagyomány (→ szenthagyomány), mint forrás (a kettő együttes neve: hitletétemény) alapján lehet magyarázni. A katolikus egyházban erre a hatalomra Tanítóhivatalként hivatkoznak, mely a világ püspökeinek testületében van jelen, közösségben a pápával.
A sola jelző és a scriptura főnév alanyeset helyett határozói esetben van, annak kifejezésére, hogy a Biblia nem Istentől függetlenül, önmagában áll, hanem Isten eszköze, mely által felfedi önmagát Krisztuson keresztül (solus Chrsitus vagy solo Christo) a mi megváltásunk érdekében.
A sola Scriptura kifejezés már a reformáció előtt megjelent a Közös Élet Testvérei körében nevelkedett Johann von Goch (1400–1475) művében, aki szerint a legfőbb tekintély a Biblia, és az egyházatyákat csak annyiban lehet elfogadni, amennyiben a kanonizált Írást követik. Az 1521-es wormsi birodalmi gyűlésen Luther és V. Károly német-római császár a sola Scriptura elvet illetően (is) ellentétes álláspontokat fogalmaztak meg: míg a reformátor szerint mindenki személyesen felelős Isten előtt, ezért csak Isten szavára, azaz a Bibliára szabad hallgatni, a császár viszont a hagyományra és az egyház tekintélyére hivatkozott. Kálvin főműve, az Institutio Christianae religionis szintén az Írás kizárólagosságát hirdeti: „Egyedül az Úr igéje az az út, amely bennünket annak kutatására vezet, amit Őróla tudni szabad, és egyedül ez a világosság, mely nekünk világít, hogy meglássuk azt, amit Őróla tudni kell.” (III. 21,3)
A sola Scriptura elv alapján a protestáns egyházak nem fogadnak el olyan hagyományokat, amelyekre nézve a Biblia nem tartalmaz utalást, így például a pápai tekintélyt, a búcsút, a szenteket, ereklyéket, a purgatóriumot, a halottakért való imádkozást, a kötelező papi cölibátust. A katolikus szentségtant a protestánsok ebből a Solából kiindulva vetették el, és csupán a két sákramentumot, a keresztséget és az úrvacsorát ismerik el, mivel csak ennek a kettőnek van egyszerre bibliai alapja és látható külső jegye is. Protestáns szempontból Luther óta ugyanis csak ez a kettő ismerhető el szentnek.

## Sola fide
A sola fide, azaz egyedül hit által elve azt mondja ki, hogy a megigazulást („Isten által igaznak nyilvánítást”) kizárólag hit által nyerhetjük el, bármilyen jó cselekedet szükségessége és hozzáadása nélkül. A korai protestáns teológia szerint a jó cselekedetek bizonyítékai és nem előfeltételei a hitnek.
Ezt az elvet néha a reformáció alapjának nevezik, mivel ez volt Luther és a többi reformátor tanításának középpontjában. Luther úgy nevezte: „a tanítás, melyen áll vagy bukik az Egyház” (articulus stantis et cadentis ecclesiae). A hit általi megigazulás és a Krisztusban való hit általi üdvözülés ma is a protestáns kereszténység központi tana. A sola fide megfogalmazást Luther használta a rómaiakhoz írt levélből kiindulva.
A protestáns álláspontot a katolikus egyház félreértelmezésnek tartja, szerintük a „megigazulás” kifejezés jelentését kellene összehasonlítani. Mindkét fél egyet ért abban, hogy a kifejezés Krisztus érdemei és a bűnösök közötti kapcsolatot írja le, nem pedig a bűntelenség kinyilvánítását; Luther a simul justus et peccator (egyszerre megigazult és bűnös) kifejezést használta. A római katolicizmus a megigazulást Isten életének az ember felé való közlésében látja, amely megtisztítja a bűntől, és valóságosan Isten fiává teszi, így ez nem csupán a kinyilvánítása a megigazulásnak, hanem a lélek valójában igazzá lesz.
A protestánsok szerint ez az ő tanításuk félreértelmezése. Luther azt tanította, hogy a hit nem egy emberi reakció, hanem Isten munkája a kegyelem eszköze által. A hit Isten igazsága bennünk, mely az Ige és a sákramentumok által valósul meg bennünk. Az isteni Törvény és az Evangélium azon dolgozik, hogy megölje a bűnös ént és létrehozza az új teremtést bennünk. Ez az új teremtés bennünk Krisztus hite. Ha ez a hit nincs meg bennünk, akkor istentelenek vagyunk. A búcsú és az emberek imái semmit sem adnak ehhez hozzá, mivel semmik, azaz semmit sem érnek. Mindenkinek van egy hite, általában a saját magában való hit, ezért van szükségünk Istenre, hogy folyamatosan rombolja ezt az önigazult hitet, és helyette adja Krisztus életét. Arra a hitre van szükségünk, ami Istentől jön a Törvényen és az Evangéliumon, az Igén és a Sákramentumokon keresztül. A reformáció alapdokumentumában, a 95 tételben Luther azt írta: „1. Mikor Urunk és Mesterünk azt mondta: "Térjetek meg!" – azt akarta, hogy a hívek egész élete bűnbánatra térés legyen.” és „95. abban bízzanak, hogy inkább sok szorongattatáson át, mintsem a béke biztonságán át jutnak be a mennybe.”
A valódi különbség a protestáns és a katolikus álláspont között a megigazulásról tehát nem az „igaznak nyilvánítás” és az „igazzá tevés” között van, hanem az eszközben, ami által valaki megigazul. A katolikus teológiában a jó cselekedetek érdemeket adnak hozzá a hithez az üdvösség érdekében, míg a protestáns teológiában a jó cselekedetek a megnyilvánulásai és a bizonyítékai egy valóban megigazított és helyreállított hívő életének, aki ezt egyedül hit által (sola fide) kapta meg. A tényleges hatásos eszközök, melyek által egy ember megigazul egy további alapvető eltérés a katolikus és a protestáns hit között. A katolikus teológiában a lélek megigazulását létrehozó, vagy helyreállító eszközök a szentségek: a keresztség valamint a bűnbánat szentsége. A keresztségben, még a csecsemők számára is, a megigazulás és megszentelődés kegyelme belekerül a lélekbe, és az adott személyt megigazítja még az előtt, hogy az illető gyakorolta volna a saját hitét (vagy egy megkeresztelt csecsemő esetében még azelőtt, hogy meg lenne a lehetősége arra, hogy az értelmével megértse az Evangéliumot, és arra hitével válaszoljon). A katolikus teológiában a hit nem előfeltétele a megigazulásnak. A katolikus tanítás szerint a keresztség „ex opere operato” működik, azaz „magából a szentségi cselekményből” fakad annak kegyelmi hatása, és így hatékony és egyben elégséges tett a megigazulás eléréséhez. A protestáns teológia szerint az egyén hite feltétlenül szükséges és önmagában hatásos és elégséges válasza az egyénnek, ami így a megigazulást eredményezi.
A kétféle megközelítés eltérését katolikus oldalról a tridenti zsinat fogalmazta meg részletesen az 1547. január 13-ai Decretum de justificatione című dokumentumában. Kálvin a tridenti zsinat ellen írott művében (1547) kiállt a hit általi megigazulás tana mellett.

## Sola gratia
Az egyedül kegyelemből elv arra vonatkozik, hogy az üdvözülés csak és kizárólag Isten kegyelme által lehetséges, tekintet nélkül az ember bármilyen jó cselekedetére vagy érdemére, amint ez megtalálható az efézusbeliekhez írt levélnek ebben a részletében: „A kiben van a mi váltságunk az Ő vére által, a bűnöknek bocsánata az Ő kegyelmének gazdagsága szerint” Ez azt jelenti, hogy a megváltás egy olyan ajándék Istentől Jézus szeretete által, amiért nem tettünk semmit.
A katolikus egyház tanítása szerint, az egyén szabad akaratából személyesen közreműködik saját üdvözülésében. Ezért bár egyesek úgy tartják, hogy ez a tan a „cselekedetek általi megigazulással” áll szemben, és így az érdemek római katolikus tanításának mond ellent, így, ebben a formájában nem áll szemben a katolikus állásponttal, sőt az a nézettel, miszerint a kegyelem valóságosan és minden esetben Isten ajándéka, mindkét fél egyet ért.
A tanításbeli különbség túlnyomórészt két tényben rejlik. Egyrészt abban, hogy Isten az egyedüli cselekvő a kegyelem gyakorlásában (más szavakkal a kegyelem az ember közreműködése nélkül is mindig hatékony). Másrészt abban, hogy az ember nem tud közreműködni a kegyelem megnyilvánulásában semmilyen saját, maga a kegyelem alatt véghezvitt cselekedete által úgy, hogy érdemei által még több kegyelmet szerez magának (ami római katolikus egyház tanítása szerint lehetséges), azaz egyedül Isten tesz bármit is a bűnös megmentése érdekében, mi ezt csak hívő szívvel elfogadhatjuk.

## Solus Christus
Az egyedül Krisztus elv azt jelenti, hogy egyedül Krisztus a közvetítő Isten és az ember között, – mint azt Pál levele Timótheoszhoz is kijelenti, – és így senki máson keresztül nem lehetséges közbenjárás vagy megváltás. A kifejezést néha határozói esetben idézik: solo Christo, „egyedül Krisztus által”, de az eredeti tanítás nem a módról, hanem Jézus személyéről, mint kizárólagos közvetítőről szól.
A solus Christus elv elveti azt a nézetet, miszerint az Egyházban nem léteznek szentségek olyan felszentelt papok közreműködése nélkül, akiket az apostoli leszármazás alapján a pápa tekintélye alatt szenteltek fel. Luther „a megkereszteltek egyetemes papságát” tanította, amit a későbbi lutheránus gondolkodás és a klasszikus protestáns teológia a „minden hívő papságára” módosított, elvetve a „pap” (sacredos) megkülönböztető használatát a klérusra.
Ezzel szemben a katolikus egyház úgy tanítja, hogy Jézust követve az apostolok és munkatársaik, az angyalok és az üdvözültek is közbenjárók, azaz ki tudják eszközölni a bűnösnek a megtérés kegyelmét és a bocsánatot. A katolikusok másik fontos érve Szűz Máriát hozza fel példának: szerintük a megváltás beteljesüléséhez Krisztusnak földi anyától kellett megszületnie, és ez Mária nélkül nem lehetett volna lehetséges.
Az elv nem tagadja a szent szolgálatokra vonatkozó hivatal létét, azaz olyan személyek szolgálatát az Egyházban, akikre az Evangélium nyilvános hirdetése és a Sákramentumok kiszolgáltatásának intézése van bízva. Így beszélhetett Luther Kis kátéjában a gyóntató szerepéről, mint a feloldozás kiszolgáltatójáról. A káté „A kulcsok hatalma” szakasza (ezt a részt nem maga Luther írta, de hozzájárult, hogy belekerüljön a kátéba) úgy azonosítja be „Krisztus elhívott szolgáit”, mint akik gyakorolják az oldás és kötés hatalmát a bűnbocsánat és az Egyházból való kiközösítés terén az isteni Törvény és az Evangélium szolgálása által. A Krisztus megbocsátó kegyelmébe vetett hit által történő bűnbocsánat kibékíti a bűnöst Istennel a pap és az Egyház, mint közvetítők nélkül.

## Soli Deo gloria
Az egyedül Istené a dicsőség elv alapján minden dicsőség egyedül Istennek jár, mivel a megváltás kizárólag az Ő akarata és tette által ment végbe: nemcsak Jézus mindenre elégséges bűnhődése a mi bűneinkért a kereszten az Ő munkája, hanem az is, ha mi hiszünk Jézusnak ebben a tettében, és ezt a hitet is az ember szívében a Szentlélek hozza létre.
A reformátorok tanítása alapján Mária, a katolikus szentek és a pápák nem méltóak arra a dicsőítésre, amelyet az egyháztól kaptak. Éppen ezért ezeket az embereket nem szabad tetteikért magasztalni, hanem inkább imádkozni kell és Istennek adni a dicsőséget, aki a teremtője és megszentelője az embereknek. (lásd: a szentek és ereklyéik tisztelete)

## Katolikus álláspont
Katolikus álláspont szerint az öt sola hiányos reformprogramot fogalmaz meg: hiányzik belőle az apostolutód szolgálati papság szerepének a megjelenítése. Emiatt pedig a katolikusok számára az öt sola belülről is logikátlannak tűnik:a "Sola scriptura" egy olyan elv, amelynek nincs szentírási alapja. Nézetük szerint sehol nincs megírva a Bibliában, hogy csak azt kell hinni, amit a Biblia ír. A Bibliát magát a folyamatos apostoli, majd püspöki ill. papi szolgálat során gyűjtötték egybe, és a folyamatosan zajló istentiszteletek során ismertetik meg a megkereszteltekkel. Ez a tevékenység az a Szent Hagyomány, amely nélkül a Biblia csak egy ókori kordokumentum volna.
A hitvitát a századok során mindkét oldalról verbális és fizikai erőszak kísérte (→ vallásháborúk), a protestánsokat többek között ezen elveik miatt a reformáció kori katolikus egyház a Sátán fiainak, később már "csak" eretneknek nyilvánította, ezt mára egy olyan párbeszéd váltotta föl, amelyben a Katolikus Egyház értéknek ismerte el, hogy a protestánsok "a Szentírást a hit és az élet szabályaként tisztelik". Ez a paradigmaváltás a 20. századi II. vatikáni zsinaton történt.  A katolikus kritika szellemi kiindulópontját azonban, tehát azt a véleményt, hogy nincs Szentírás sem a folyamatos apostoli-püspöki-papi szolgálat nélkül, a Katolikus Egyház továbbra is vallja.